# Bezirk Skole
Bezirk Skole – dawny powiat (Bezirk) kraju koronnego Królestwo Galicji i Lodomerii, funkcjonujący w latach 1854–1867. Siedzibą starostwa było miasteczko Skole.

## Historia
Bezirk Skole utworzono w ramach reformy uwłaszczeniowej z okresu Wiosny Ludów (1848–1849), która likwidowała jurysdykcję właściciela ziemskiego nad poddanymi. W Galicji, dominium – jako podstawowa jednostka administracyjna i filar systemu feudalnego straciło rację bytu. Konieczne stało się zatem wprowadzenie nowego systemu administracyjnego, którego zręby powstały w latach 1851–1855. Nowy trójstopniowy podział administracyjny objął 21 cyrkułów (niem. Kreise), 179 małych powiatów (niem. Bezirke) i ponad 6000 gmin (niem. Gemeinde).
Bezirk Skole objął obszar o wielkości 14,8 mil², zamieszkany przez 28.322 ludzi i podzielony na 45 gmin katastralnych, w tym jedno miasteczko (Skole). Wszedł w skład cyrkułu stryjskiego, jako jeden z jego dziewięciu powiatów. Był to region górski, graniczący na południu z Zalitawią.
Po nadaniu Galicji autonomii oraz powołaniu samorządu gminnego i powiatowego w 1865 zlikwidowano cyrkuły (Kreise). Dotychczasowe małe powiaty (Bezirke) w liczbie 179, utrzymały się do 1867 roku, kiedy to w następstwie kolejnej reformy administracyjnej (23 stycznia 1867) zostały zastąpione przez 74 większych powiatów. Obszar zniesionego Bezirk Skole wszedł wtedy w całości w skład nowego powiatu stryjskiego. 1 stycznia 1911 wszystkie te gminy weszły w skład nowo utworzonego powiatu skolskiego. 12 stycznia 1902 zniesiono gminę Skole Wieś, włączając ja do miasta Skole. 1 kwietnia 1932 powiat skolski został zniesiony, a jego obszar włączony do powiatu stryjskiego.

## Podział administracyjny (1854)
| Lp. | Gmina jednostkowa                                              | Powierzchnia | Ludność | Powiat w 1867 po zniesieniu |
| --- | -------------------------------------------------------------- | ------------ | ------- | --------------------------- |
| 1   | Skole (m)                                                      | 71000        | 1953    | stryjski                    |
| 2   | Skole Dorf                                                     | 71000        | 883     | stryjski                    |
| 3   | Sławsko                                                        | 71000        | 1156    | stryjski                    |
| 4   | Tarnawka                                                       | 71000        | 478     | stryjski                    |
| 5   | Tuchla, Perenicze i Puhar                                      | 71000        | 789     | stryjski                    |
| 6   | Tucholka                                                       | 71000        | 431     | stryjski                    |
| 7   | Tysowiec                                                       | 71000        | 102     | stryjski                    |
| 8   | Wołosianka                                                     | 71000        | 913     | stryjski                    |
| 9   | Chaszczowanie                                                  | 71000        | 168     | stryjski                    |
| 10  | Grabowiec                                                      | 71000        | 193     | stryjski                    |
| 11  | Hołowiecko                                                     | 71000        | 732     | stryjski                    |
| 12  | Hrebenów                                                       | 71000        | 202     | stryjski                    |
| 13  | Hutar                                                          | 71000        | 593     | stryjski                    |
| 14  | Jelenkowate                                                    | 71000        | 382     | stryjski                    |
| 15  | Kalne                                                          | 71000        | 301     | stryjski                    |
| 16  | Korostów i Huta                                                | 71000        | 519     | stryjski                    |
| 17  | Koziowa                                                        | 71000        | 628     | stryjski                    |
| 18  | Ławoczne                                                       | 71000        | 520     | stryjski                    |
| 19  | Libochora                                                      | 71000        | 554     | stryjski                    |
| 20  | Oporzec                                                        | 71000        | 465     | stryjski                    |
| 21  | Orawa                                                          | 71000        | 422     | stryjski                    |
| 22  | Orawczyk                                                       | 71000        | 781     | stryjski                    |
| 23  | Pławie                                                         | 71000        | 993     | stryjski                    |
| 24  | Pohar                                                          | 71000        | 403     | stryjski                    |
| 25  | Rożanka Niżna                                                  | 71000        | 407     | stryjski                    |
| 26  | Rożanka Wyżna                                                  | 71000        | 573     | stryjski                    |
| 27  | Ryków                                                          | 71000        | 224     | stryjski                    |
| 28  | Klimiec                                                        | 71000        | 506     | stryjski                    |
| 29  | Smorze Dolne, Smorze Górne, Annaberg, Karlsdorf i Felizienthal | 11500        | 779     | stryjski                    |
| 30  | Wyżłów                                                         | 7500         | 541     | stryjski                    |
| 31  | Żupanie                                                        | 7500         | 576     | stryjski                    |
| 32  | Międzybrody                                                    | 25500        | 134     | stryjski                    |
| 33  | Pobuk                                                          | 25500        | 350     | stryjski                    |
| 34  | Stynawa Niżna                                                  | 25500        | 832     | stryjski                    |
| 35  | Stynawa Wyżna                                                  | 25500        | 820     | stryjski                    |
| 36  | Synowódzko Niżne                                               | 25500        | 745     | stryjski                    |
| 37  | Synowódzko Wyżne                                               | 25500        | 1484    | stryjski                    |
| 38  | Truchanów                                                      | 25500        | 675     | stryjski                    |
| 39  | Tyszownica                                                     | 25500        | 198     | stryjski                    |
| 40  | Korczyn                                                        | 4500         | 997     | stryjski                    |
| 41  | Podhorodce                                                     | 16500        | 1280    | stryjski                    |
| 42  | Jamielnica                                                     | 16500        | 512     | stryjski                    |
| 43  | Sopot                                                          | 16500        | 415     | stryjski                    |
| 44  | Urycz                                                          | 16500        | 529     | stryjski                    |
| 45  | Kruszelnica                                                    | 4500         | 1159    | stryjski                    |

Objaśnienie:
(M) = miasto; (m) = miasteczko